# Yeles
Yeles è un comune spagnolo di 5 038 abitanti situato nella comunità autonoma di Castiglia-La Mancia.